# 森勇治
森 勇治（もり ゆうじ）は、日本の経営学者（管理会計論・イノベーション論・ベンチャー企業論）。学位は経済学修士（日本大学・1991年）、修士（会計学）（横浜市立大学・1994年）。静岡県立大学経営情報学部准教授・大学院経営情報イノベーション研究科教授・附属医療経営研究センター副センター長。
静岡県立大学経営情報学部講師などを歴任した。

## 来歴
1991年に日本大学の大学院にて経済学の修士号を取得した。また、横浜市立大学の大学院では、1994年に会計学の修士号を取得した。1997年に、横浜市立大学の大学院にて、経営学研究科の博士後期課程を単位取得退学した。同年、静岡県立大学に採用され、助手として勤務する。1999年に、静岡県立大学の講師に昇任した。経営情報学部においては、主として経営情報学科の講義を担当した。また、静岡県立大学の大学院では、経営情報イノベーション研究科にて講師を兼務した。経営情報イノベーション研究科においては、主として経営情報イノベーション専攻の講義を担当した。なお、静岡県立大学の大学院において、経営情報イノベーション研究科の下に附属医療経営研究センターが新設されると、その副センター長に就任した。その後、静岡県立大学の経営情報学部にて、准教授に昇任した。また、静岡県立大学の大学院においては、経営情報イノベーション研究科の准教授を兼務した。

## 研究
専門は経営学であり、管理会計論、イノベーション論、ベンチャー企業論などの分野を中心に研究している。特に、イノベーションの創発にまつわる、地域や企業会計の研究などを手がけている。他国の研究者の学術書の翻訳も手がけており、会計やイノベーションに関する訳書を複数上梓している。欧州に関する学術書の単なる翻訳だけでなく、自らも欧州の経済や経営を取り上げた研究を発表している。「財務論の分野で、（産業）社会の発展に方法論展開の視座を置いた財務論『史』は今日迄研究の成果が乏しい」とされていることから、フィレンツェやベネチアなど中世のファイナンス史を取り上げたバスキンやミランティの研究書を翻訳して日本に紹介するなど、財務論史の研究・発展にも取り組んでいた。近年では持続可能な経済や経営などに関する論文も発表しており、そのうちの一本は環境経営学会より学会賞を受賞している。
また、人材育成にも関心を持ち、企業家、起業家、技術者らへの会計教育といった研究にも取り組んでいる。静岡県立大学では附属医療経営研究センターの副センター長を兼任するなど、医療分野の人材育成にも力を注いでいる。

## 略歴
- 1997年 - 横浜市立大学大学院経営学研究科博士後期課程単位取得退学。
- 1997年 - 静岡県立大学助手
- 1999年 - 静岡県立大学講師。

## 賞歴
- 2007年 - 環境経営学会優秀論文賞。

## 著作

### 翻訳
- J.B.バスキン・P.J.ミランティ,Jr.著、森勇治訳『ファイナンス発達史――会社財務の歴史的展開』文眞堂、2005年。ISBN 9784830945304
- レイヨ・ミエッティネン著、森勇治訳『フィンランドの国家イノベーションシステム――技術政策から能力開発政策への転換』新評論、2010年。ISBN 9784794808462

### 寄稿

#### 単独執筆
- 森勇治稿「振替価格機能への組織的影響」『経営行動研究年報』6号、経営行動研究学会、1997年5月、90-97頁。
- 森勇治稿「管理会計におけるアウトソーシング研究序説」『経営と情報』10巻2号、静岡県立大学経営情報学部、1998年6月30日、55-64頁。
- 森勇治稿「特殊原価概念の再検討」『経営と情報』13巻2号、静岡県立大学経営情報学部、2001年3月25日、55-65頁。
- 森勇治稿「企業価値重視の経営における組織デザインと戦略的業績管理会計――戦略的アウトソーシング・マネジメントに対するBSCの適用可能性について」『経営と情報』14巻1号、静岡県立大学経営情報学部、2001年12月21日、31-41頁。
- 森勇治稿「ベンチャー企業におけるアウトソーシング・マネジメント・コントロール」『経営行動研究年報』11号、経営行動研究学会、2002年、116-120頁。
- 森勇治稿「地域におけるビジネスインキュベータの活動――SOHOしずおかにおける起業支援プロジェクトから地域活性化プロジェクトへの展開」『ベンチャーズ・レビュー』5号、日本ベンチャー学会、2004年11月、109-112頁。
- 森勇治稿「フィンランドにおける地域イノベーション・システム――地域においてイノベーションをいかに誘発するか（地域経済の活性化と経営行動）」『経営行動研究年報』15号、経営行動研究学会、2006年、6-11頁。
- 森勇治稿「第2回日韓公会計国際会議と大学の国際化に関する国際交流セミナーへの参加記」『経営と情報』22巻2号、静岡県立大学経営情報学部、2010年3月、151-162頁。
- 森勇治稿「論点多彩――ロールモデルにもとづく起業支援」『日本政策金融公庫調査月報』33号、中小企業リサーチセンター、2011年6月、38-43頁。

#### 共同執筆
- 青山英男ほか稿「中小企業の財務情報開示とエージェント情報システム」『経営と情報』12巻1号、静岡県立大学経営情報学部、1999年12月25日、1-13頁。
- 碇朋子ほか稿「経営情報学部教育プログラムにおける情報・コンピュータ教育の役割」『経営と情報』14巻2号、静岡県立大学経営情報学部、2002年3月25日、69-82頁。
- 青山英男・森勇治稿「J. B. バスキン、P. J. ミランティ著『企業ファイナンス発達史――株式会社財務の歴史的展開-(1)』」『経営と情報』15巻2号、静岡県立大学経営情報学部、2003年3月25日、25-40頁。
- 青山英男・森勇治稿「J. B. バスキン、P. J. ミランティ著『企業ファイナンス発達史――株式会社財務の歴史的展開-(2)』」『経営と情報』16巻2号、静岡県立大学経営情報学部、2004年3月15日、61-76頁。
- 青山英男・森勇治稿「J. B. バスキン、P. J. ミランティ著『企業ファイナンス発達史――株式会社財務の歴史的展開-(3)』」『経営と情報』17巻1号、静岡県立大学経営情報学部、2004年11月15日、57-98頁。
- 青山英男・森勇治稿「J. B. バスキン、P. J. ミランティ著『企業ファイナンス発達史――株式会社財務の歴史的展開-(4)』」『経営と情報』17巻2号、静岡県立大学経営情報学部、2005年3月31日、29-40頁。
- 竹中厚雄・五島綾子・森勇治稿「導電性高分子技術のコンデンサへの応用に関する日米比較――米国特許データに基づく分析」『経営と情報』18巻1号、静岡県立大学経営情報学部、2005年11月、27-37頁。
- 森田裕紀子・森勇治・五島綾子稿「日本型家電リサイクルシステムの構築とその課題――日本の家電リサイクル法とEUのWEEE指令との比較研究とリサイクルプラントのフィールドスタディー」『サステイナブルマネジメント』6巻2号、環境経営学会、2007年5月1日、17-36頁。
- 森勇治・渡辺敏喜稿「起業プロセスに対して年齢を意識することがどのような影響を与えるのか」『経営と情報』22巻2号、静岡県立大学経営情報学部、2010年3月、111-124頁。
- 小川直紀・森勇治稿「住民参加型NPMにおける予算編成の公会計利用に関する研究――静岡県内自治体と先進自治体へのアンケート調査に基づく分析」『経営と情報』23巻2号、静岡県立大学経営情報学部、2011年3月、107-134頁。

## 関連人物
- 青山英男
- 五島綾子